# Sándor Iharos
Sándor Iharos, vlastním jménem Sándor Izrael (10. března 1930 Budapešť – 24. ledna 1996 tamtéž) byl maďarský atlet, běžec na střední a dlouhé vzdálenosti, člen klubu Honvéd. Na olympiádě 1952 vypadl v závodě na 1500 m v rozběhu, na mistrovství Evropy v atletice 1954 skončil ve finále patnáctistovky na šestém místě. V letech 1955 a 1956 vytvořil šest světových rekordů: na 1500 m, 3000 m, dvě míle, 10 000 m a dvakrát na 5000 m, byl také členem štafety maďarských světových rekordmanů na 4×1500 m. Vyhrál cenu agentury Internationale Sport-Korrespondenz pro nejlepšího světového sportovce roku 1955. Patřil k favoritům olympiády 1956, kde však nakonec nestartoval pro zranění. Po potlačení maďarského povstání emigroval trenér Mihály Iglói a silný tým maďarských vytrvalců se rozpadl. Iharos startoval ještě na mistrovství Evropy v atletice 1958 (6. místo na 5000 m) a olympiádě 1960 (10. místo na 5000 m a 11. místo na 10 000 m).

## Osobní rekordy
- 1500 m – 3:40,8
- 5000 m – 13:40,6
- 10 000 m – 28:42,8